# Cleocnemis punctulata
Cleocnemis punctulata là một loài nhện trong họ Philodromidae.
Loài này thuộc chi Cleocnemis. Cleocnemis punctulata được Władysław Taczanowski miêu tả năm 1872.